# Jabô

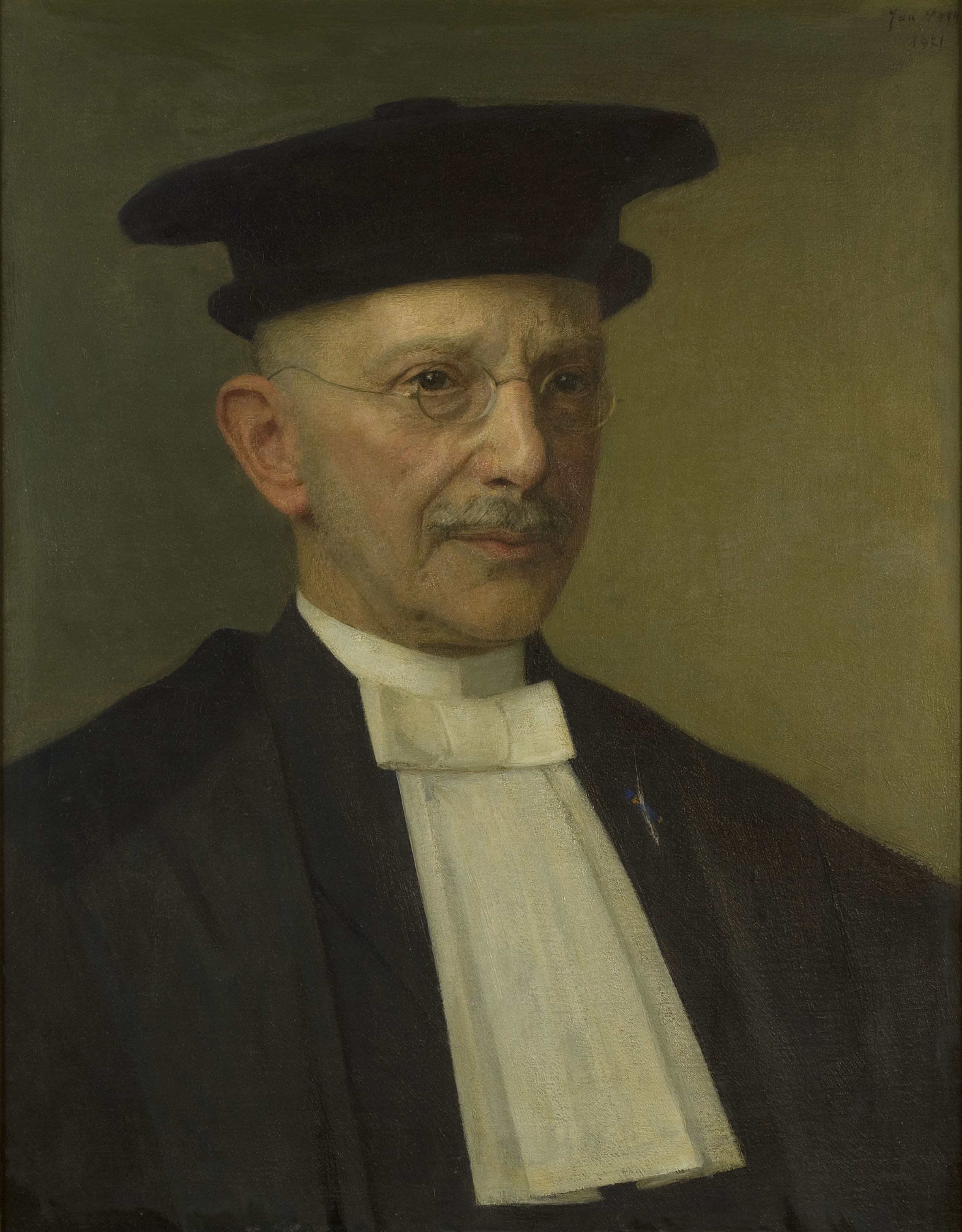
Jabô branco usado com uma beca.

Um jabô (do francês jabot: a colheita de um pássaro ) é um acessório de vestuário decorativo que consiste em renda ou outro tecido preso ao pescoço, suspenso ou preso a uma gola ou colar. Sua forma atual evoluiu dos babados que decoravam a frente de uma camisa no século XVIII. Tem função similar à de uma gravata.

## História

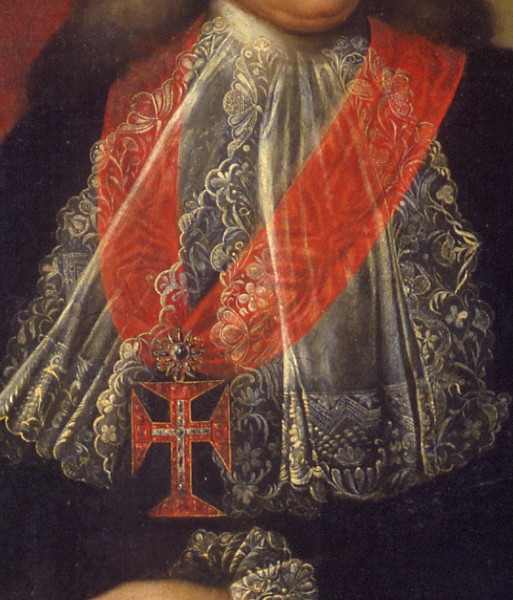
Marquês de Pombal usando um jabô de renda e um colar da Ordem de Cristo.

Nos séculos XVII e XVIII, um jabô consistia em uma orla de cambraia ou renda costurada em ambos os lados da abertura frontal da camisa de um homem, parcialmente visível através da abertura de um colete. Este estilo surgiu por volta de 1650. Jabôs feitos de renda e soltos no pescoço eram um componente essencial da moda masculina de classe alta no período barroco.
No final do século 19 um jabô era um babete de cambraia ou renda, para decorar roupas femininas. era preso no pescoço com um broche ou uma gola costurada.
Jabôs sobrevivem no presente como componentes de vários trajes oficiais. Os babadores brancos de alguns juízes de Tribunal fazem parte do traje formal chamado Toga, assim como os usados por alguns advogados em tribunais superiores de alguns países.
Também são comuns o uso de Jabôs nas becas de formaturas escolares e de vários cursos superiores.

## Ver Também
- Moda entre os anos 1650 e 1700
- Gravata
- Traje acadêmico